# Alsarah
Alsarah (em árabe : السارة) (nascida em 1982) é uma cantora, compositora e etnomusicóloga sudanesa-americana. Ela é a líder do grupo Alsarah & the Nubatones, e já se apresentou com outros grupos como The Nile Project. O seu nome artístico é uma combinação do seu nome de batismo com o artigo definido árabe .

## Início de vida e juventude
Alsarah nasceu em Cartum, no Sudão . Os seus pais são ativistas dos direitos humanos . Quando ela tinha oito anos, a sua família fugiu do país durante o golpe de 1989 do futuro presidente Omar al-Bashir para evitar ser morta como dissidente. Eles então viveram em Taez, no Iémen, antes de fugir novamente devido à guerra civil de 1994 no país. Eles posteriormente chegaram aos Estados Unidos reivindicando asilo político e estabeleceram-se em Boston . Durante esse período turbulento, ela frequentemente encontrava consolo na música, ouvindo gravações piratas no Iémen e tendo aulas de piano com um amigo da família.
Nos Estados Unidos, ela cantou em vários coros de world music e cursou o ensino médio na Pioneer Valley Performing Arts Charter Public School . Ela estudou etnomusicologia na Universidade Wesleyan, onde escreveu a sua tese sénior sobre a música Zār sudanesa.

## Carreira
Após se formar em 2004, Alsarah mudou-se para a cidade de Nova York e começou a cantar profissionalmente em árabe, sustentando-se com vários biscates. Alsarah foi a cantora da banda Sound of Tarab de Zanzibar .

### Alsarah e os Nubatones

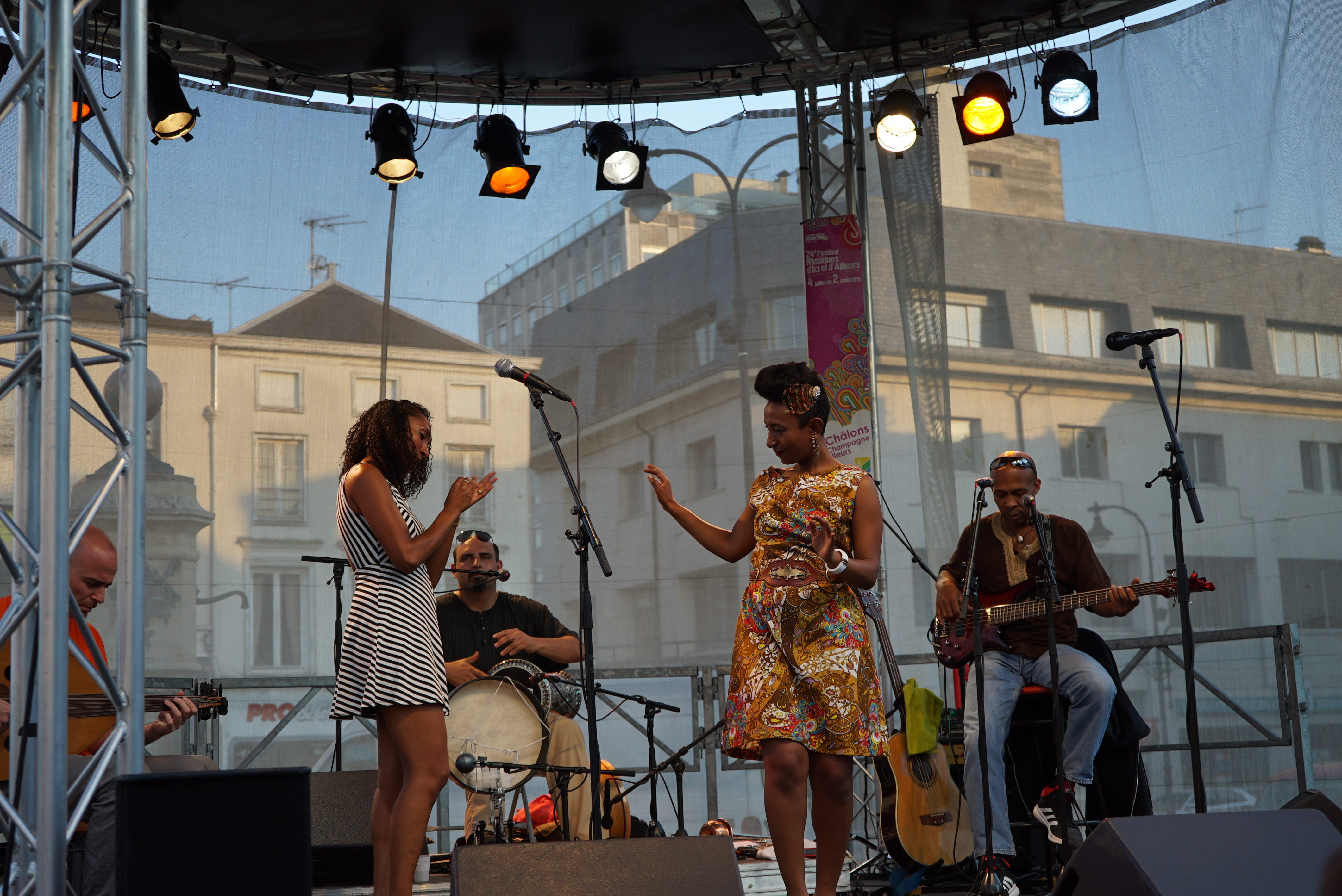
Alsarah e os Nubatones em 2015

Alsarah formou o Alsarah and the Nubatones em 2010, com a sua irmã, Nahid, o baixista Mawuena Kodjovi, o oudista Luthier Haig Manoukian (substituído por Brandon Terzic após a sua morte) e o percussionista Rami El-Aasser do Cafe Antarsia Ensemble .
Eles lançaram a sua gravação de estreia, Soukura EP, em 2014, seguido pelo álbum completo Silt no final daquele ano. A música "Soukura", que aparece em ambos os álbuns, ganhou um videoclipe que foi lançado a 25 de março de 2014. Já atuaram na Hungria, Portugal, França, Emirados Árabes Unidos, Marrocos, Egito, Líbano, Suécia e Lituânia .

### Outro trabalho

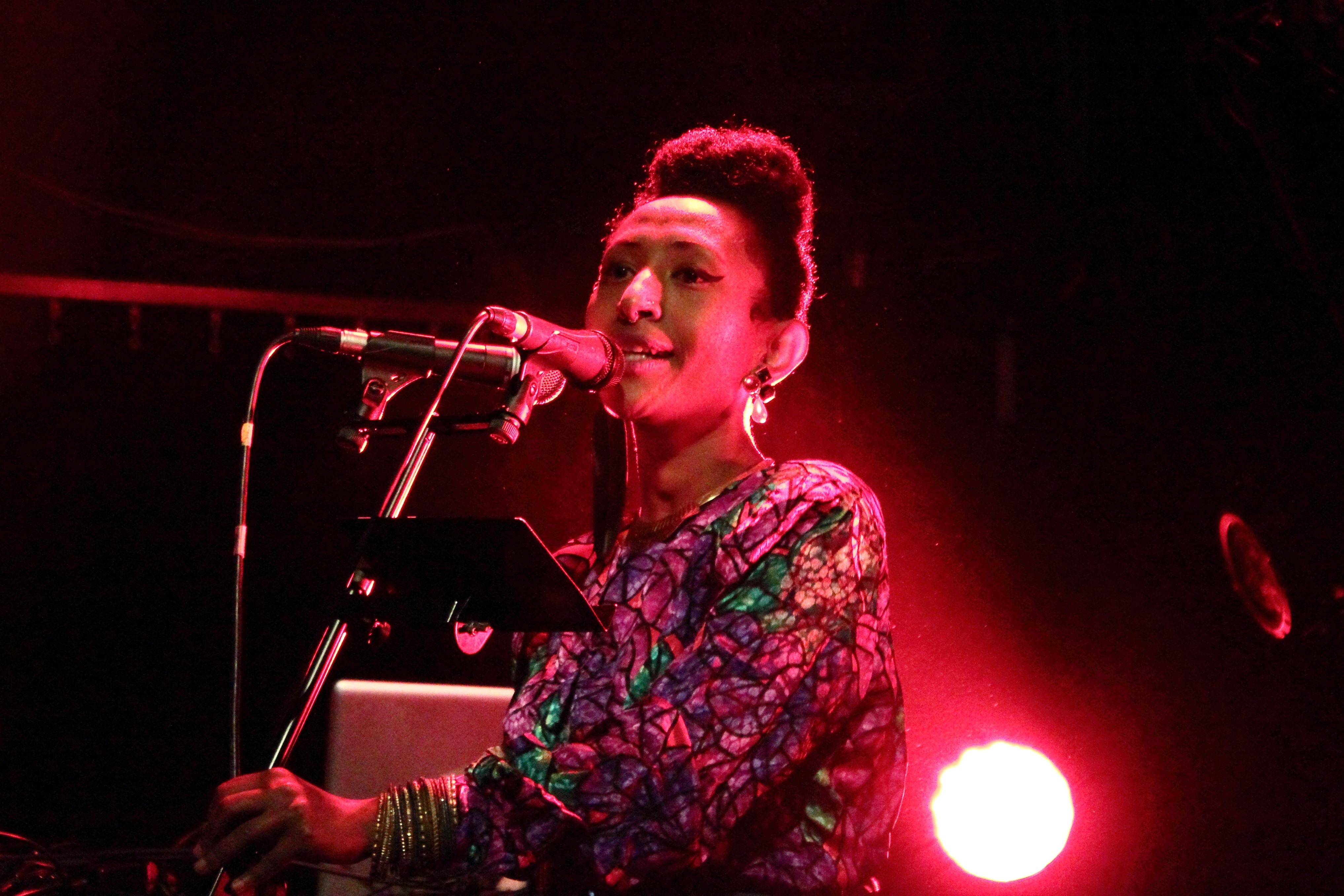
Alsarah em Poitiers, França em 2014.

Em 2010, Alsarah lançou um videoclipe chamado "Vote!", com participação do rapper Oddisee, para encorajar os cidadãos sudaneses a votar nas próximas eleições do país. Ela colaborou com o estudante rabínico e oudista americano Zach Fredman no álbum One Bead (2012), a estreia do seu grupo The Epichorus .
Em 2013, Alsarah lançou o álbum Al Jawal, uma colaboração com o produtor francês Débruit, lançado pela Soundway Records . Ela apresentou-se no Waayaha Cusub's Reconciliation Music Festival, o primeiro festival de música em Mogadíscio em 20 anos. Ela contribuiu com a música "Salaam Nubia" para o álbum Aswan do Nile Project de Mina Girgis e Meklit Hadero, que foi gravado durante uma apresentação ao vivo em Aswan, Egito .
Alsarah foi destaque no documentário de 2014 Beats of the Antonov, que ganhou o People's Choice Award de Melhor Documentário no Festival Internacional de Cinema de Toronto de 2014.

## Arte
Alsarah listou Hamza El Din e Abd El Gadir Salim entre os seus artistas núbios e sudaneses favoritos. Ela também mencionou a cantora libanesa Fairuz, a cantora folk americana Joan Baez e a música iemenita e balcânica como parte do seu desenvolvimento musical, e descreveu o seu trabalho com os Nubatones como "música soul da África Oriental".